# Jean van Delen

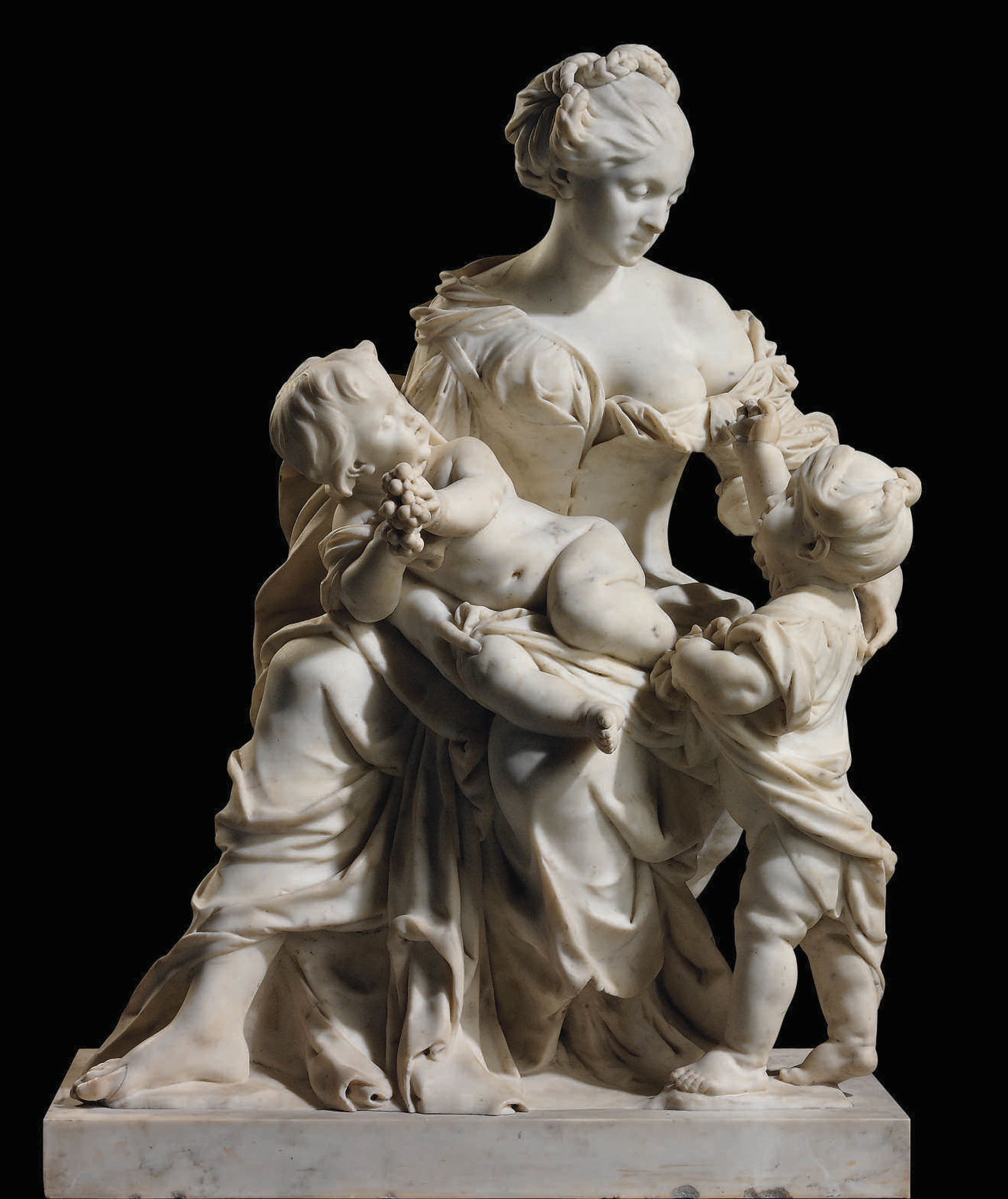
Caritas

Jan van Delen (fallecido en 1703) fue un escultor flamenco conocido principalmente por sus esculturas barrocas para iglesias, escenas alegóricas, monumentos funerarios y retratos. Desarrolló su actividad principalmente en Bruselas, donde popularizó el estilo barroco flamenco en la escultura.

## Vida
Fue hijo de Hendrick van Delen, halconero en la Corte de los Gobernadores de los Países Bajos. Tras viajar por Holanda, Alemania e Italia (donde estudió las distintas escuelas escultóricas) se instaló con gran éxito en Bruselas, donde fue apoyado por la burguesía.
Los historiadores del arte han especulado en el pasado con la posibilidad de que Van Delen fuera alumno de Lucas Faydherbe, un destacado escultor y arquitecto de Malinas que se había formado en el taller de Rubens y que también trabajaba por encargo en Bruselas. Van Delen colaboró posteriormente con Faydherbe y es posible que así se familiarizara con el estilo barroco flamenco popularizado por Rubens. En 1664 fue admitido como maestro en el gremio de los Vier Gekroonden (Cuatro coronas), el gremio bruselense de albañiles, escultores, canteros y pizarreros. El 24 de junio de 1666 se casó en la catedral de San Rumboldán de Malinas con Anna Barbara Faydherbe, hija de Lucas Faydherbe. La pareja se estableció en la parroquia de San Gaugerico de Bruselas. Tuvie ron 14 hijos que fueron bautizados en la iglesia parroquial local. En 1675 recibió el título de escultor de la Corte.

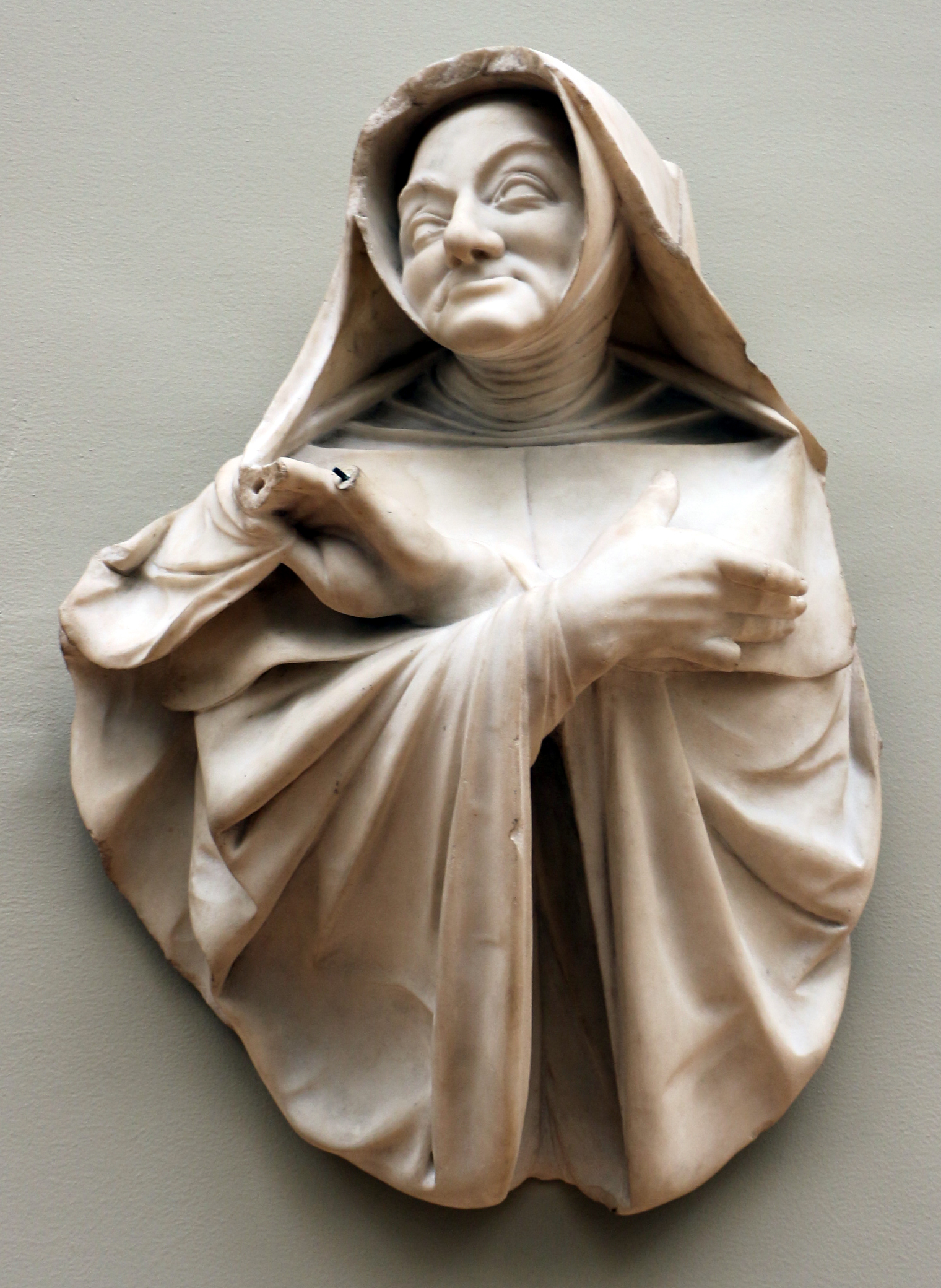
Fragmento de monumento funerario

En 1698, la corporación de merceros que se encontraba en la Grand Place encargó a van Delen y a Marc de Vos la reconstrucción de su edificio llamado In den Vos ("El Zorro") en la Grand-Place (Bruselas).  Van Delen realizó las esculturas de la sala de reuniones, mientras que de Vos se encargó de ejecutar las decoraciones de la fachada.
Trabajó principalmente en Bruselas, donde tuvo varios alumnos. Uno de ellos, Jan Michaels, continuó trabajando en su estilo barroco. Murió el 10 o el 12 de marzo de 1703 en Bruselas, donde fue enterrado en la iglesia de Saint Gaugericus de Bruselas, que fue demolida entre 1798 y 1801 durante la ocupación francesa de los Países Bajos del Sur.

## Obras
- Decoración escultórica esculturas de la sala de reuniones del edificio llamado In den Vos ("El Zorro") en la Grand-Place (Bruselas).
- Mausoleo de la familia de Jacques d'Ennetières en la colegiata de los Santos Miguel y Gúdula de Bruselas.
- Estatuas de la Fe y la Caridad en la capilla de Tour y Taxis de la iglesia de Notre-Dame du Sablon (o Notre-Dame des Victoires) en Bruselas.